# فوئنتپینییا
فوئنتپینییا (به اسپانیایی: Fuentepinilla) یک دهستان در اسپانیا است که در سریا واقع شده‌است.

## خصوصیات
فوئنتپینییا ۵۲ کیلومترمربع مساحت و ۱۴۲ نفر جمعیت دارد.